# Evan Burtnik
Evan Burtnik, né le 3 avril 1997 à Edmonton, est un coureur cycliste canadien. Il participe à des compétitions sur route et sur piste.

## Biographie
Il met un terme à sa carrière cycliste à l'issue de la saison 2023. 

## Palmarès sur route

### Par année
- 2014
  - 3e du championnat du Canada du contre-la-montre juniors
- 2015
  - 2e du championnat du Canada du contre-la-montre juniors
- 2019
  - Tour de Bowness :
    - Classement général
    - 2e étape

  - 3e du championnat du Canada sur route espoirs
  - 3e de l'Oita Urban Classic

### Classements mondiaux
| Année                                 | 2018  | 2019  | 2020 | 2021 | 2022  |
| ------------------------------------- | ----- | ----- | ---- | ---- | ----- |
| Classement mondial                    | 2772e | 1252e | nc   | nc   | 1139e |
| UCI America Tour                      | 405e  | 173e  | nc   | nc   | 141e  |
|                                       |       |       |      |      |       |
| Légende : nc = non classéSource : UCI |       |       |      |      |       |

## Palmarès sur piste

### Coupe du monde
- 2019-2020
  - 3e de la poursuite par équipes à Milton

### Championnats panaméricains
- Lima 2022
  -  Médaillé d'or de la poursuite par équipes (avec Chris Ernst, Michael Foley et Sean Richardson)

### Championnats nationaux
- 2017
  -  Champion du Canada de poursuite par équipes (avec Bayley Simpson, Derek Gee et Adam Jamieson)
  -  Champion du Canada de l'américaine (avec Derek Gee)
- 2018
  -  Champion du Canada de poursuite par équipes (avec Michael Foley, Derek Gee et Adam Jamieson)
- 2023
  - 2e du championnat du Canada de l'américaine